# Irving Baxter
Irving Baxter (25 mars 1876 – 13 juin 1957) était un athlète américain d'origine sioux.
Spécialiste des sauts, il réussit l'exploit de remporter cinq médailles dont deux en or (au saut à la perche et au saut en hauteur avec élan) et trois en argent aux Jeux olympiques de Paris en 1900.

## Palmarès

### Jeux olympiques d'été
- Jeux olympiques d'été de 1900 à Paris ( France)
  -  Médaille d'or au saut à la perche
  -  Médaille d'or au saut en hauteur avec élan
  -  Médaille d'argent au saut en hauteur sans élan
  -  Médaille d'argent au saut en longueur sans élan
  -  Médaille d'argent au triple saut sans élan

## Liens externes

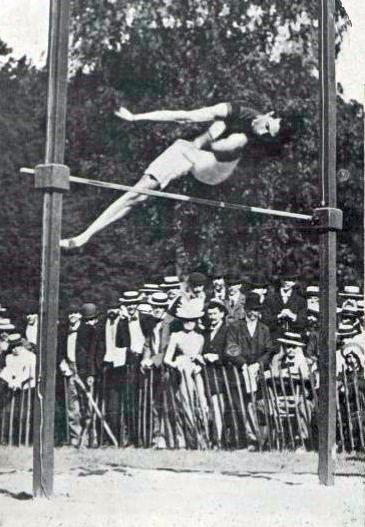
Irving Baxter, champion olympique de saut en hauteur en 1900 (1,90 m).

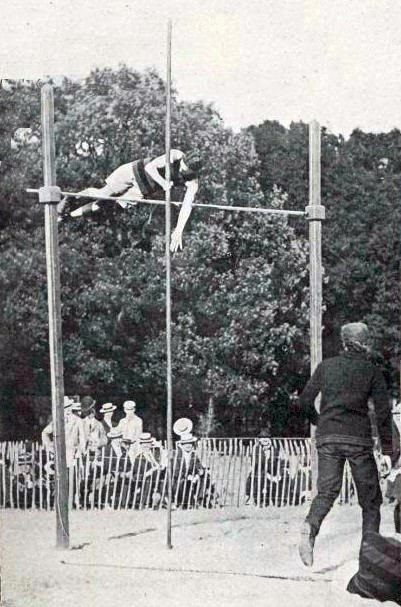
Irving Baxter, champion olympique de saut à la perche en 1900 (3,30 m).